# Norbert Bischoff (Diplomat)
Norbert Bischoff  (geboren als Norbert Bischoff von Klammstein; * 26. November 1894 in Wien, Österreich-Ungarn; † 30. Juni 1960 ebenda) war ein  österreichischer Botschafter.

## Leben
Norbert Bischoff von Klammstein war ein Sohn des Offiziers Friedrich Bischoff von Klammstein und der Hilda Obermayer. Mit dem Adelsaufhebungsgesetz 1919 verlor er seinen Titel. Er studierte ab 1912 Rechtswissenschaften an der Wiener Universität. 1914 wurde er Soldat im Ersten Weltkrieg. Das Studium schloss er 1919 ab. Er trat 1920 in den auswärtigen Dienst ein und wurde am Bundeskanzleramt in der Abteilung Politik beschäftigt, die seinerzeit für den auswärtigen Dienst zuständig war. 1929 leitete er im Rang eines Konsuls die Abteilung 13. Von 1930 bis 1933 war er an der Botschaft in Ankara (Türkei) beschäftigt, wo er 1933 kurz als Geschäftsträger fungierte. Von 1933 bis 1938 wurde er in Paris (Frankreich) beschäftigt. Nach dem Anschluss Österreichs 1938 wurde er entsprechend dem Gesetz zur Wiederherstellung des Berufsbeamtentums in den Ruhestand versetzt und emigrierte nach Frankreich.
Für den 16. April 1945 berief er mit Franz Sobek mittels Anschlag auf dem Tor des Bundeskanzleramtes am Ballhausplatz eine Versammlung der in Wien weilenden Beamten ein. Damit nahm er offiziell das Gebäude des Bundeskanzleramtes wieder in österreichischen Besitz.
1946 war Bischoff unter Bundeskanzler Leopold Figl Vertreter der österreichischen Regierung bei der Regierung in Paris.
Von 1947 bis 1953 war er politischer Vertreter und vom 27. Juli 1953 bis 1960 Botschafter für die Sowjetunion in Moskau. In dieser Zeit entstand der Österreichische Staatsvertrag.
Norbert Bischoff war katholisch, hatte Holda Köchert geheiratet und starb 1960 in Wien. Er hinterließ einen Sohn – den 1928 in Wien geborenen Sinologen und Hochschullehrer Friedrich Alexander Bischoff – und eine Tochter. Sein Nachlass an Büchern wurde dem Österreichischen Ost- und Südosteuropa-Institut in Wien übergeben.

## Veröffentlichungen
- Ankara. Eine Deutung des neuen Werdens in der Türkei. Holzhausen, Wien und Bruckmann, München 1935.
- Die politische Vorbereitung des Staatsvertrages. In: Die Furche, 4. Juni 1955, S. 1.